# Sagrantino
Sagrantino est un cépage rouge utilisé dans l'appellation Montefalco (DOCG) dans la région de l'Ombrie au centre de l'Italie.

## Description
Le Sagrantino est un cépage italien autochtone de l'Ombrie utilisé dans la production de vins de la région et en particulier il entre à 100 % dans l'élaboration du Sagrantino di Montefalco.

## Origines
Les origines du cépage font débat mais la théorie officielle considère qu'il est d'origine grecque et a été importé en Italie par des moines byzantins.

## Localisation
La zone de production Sagrantino a une surface de 670 ha. elle englobe la totalité du territoire administratif de la commune de Montefalco ainsi que partiellement, ceux des communes de Bevagna, Gualdo Cattaneo, Castel Ritaldi et Giano dell'Umbria tous situés dans la province de Pérouse.

## Production
Les 670 ha sont exploités par environ 350 producteurs viticoles et la mise en bouteille est réalisée par 89 exploitants.

## Caractéristiques
Le cépage Sagrantino, renommé par son intensité, concentration et capacité de vieillissement favorisé par un haut pourcentage de polyphénols est labellisé DOCG depuis 1992.
Le raisin qui a la particularité d'avoir une quantité de tanin très élevée, donne au vin une couleur noir/violette dont le bouquet est caractérisé par un arôme de fruits rouges, cannelle et terre.

Le Sagrantino di Montefalco DOCG produit phare de la production, implique l'utilisation de 100 % de raisin sagrantino avec un minimum de 30 mois de vieillissement dont au moins 12 dans des fûts en bois.

## Sources
- Voir liens externes